# Cabézon doré
Capito auratus
Espèce
Statut de conservation UICN

 LC  : Préoccupation mineure
Le Cabézon doré (Capito auratus) est une espèce d'oiseaux appartenant à la famille des Capitonidae, dont l'aire de répartition s'étend du Venezuela, à la Colombie, à l'Équateur, au Pérou, à la Bolivie et au Brésil.

## Sous-espèces
Cet oiseau est représenté par huit sous-espèces :
- Capito auratus amazonicus Deville & Des Murs, 1849 ;
- Capito auratus aurantiicinctus Dalmas, 1900 ;
- Capito auratus auratus (Dumont, 1816) ;
- Capito auratus bolivianus Ridgway, 1912 ;
- Capito auratus hypochondriacus Chapman, 1928 ;
- Capito auratus nitidior Chapman, 1928 ;
- Capito auratus orosae Chapman, 1928 ;
- Capito auratus punctatus (Lesson, 1830).